# 希莫尤
希莫尤（葡萄牙語：Chimoio）是莫桑比克的城市，也是馬尼卡省的首府，距離鄰國津巴布韋邊境約95公里，是津巴布韋移民的主要工作地點。希莫尤在葡萄牙統治時期發展成為重要的農業和紡織業的重要中心，2007年人口238,976。